# Улица Аусмас (Рига)
Улица А́усмас (латыш. Ausmas iela) — улица в Видземском предместье города Риги, в микрорайоне Тейка. Ведёт от улицы Арайшу до перекрёстка с улицами Стуриша, Кегума и Лиелвардес.
На всём протяжении имеет асфальтовое покрытие. Общая длина улицы составляет 586 метров. Общественный транспорт по улице не курсирует.

## История
Улица Аусмас была проложена при застройке жилого района «Savs stūrītis» (рус. «Свой уголок»); название присвоено 19 сентября 1929 года.
Название происходит от имени собственного Аусма (в переводе — заря, рассвет). Переименований улицы не было.
Застройка преимущественно частная, малоэтажная, сложившаяся с 1930-х годов. По нечётной стороне в 1960-е годы сооружён ряд 5-этажных зданий, относящихся к другим улицам.

## Примечательные здания
- Жилой дом № 2 (1935 г., архитектор В. Грин) является охраняемым памятником архитектуры государственного значения[4].

## Прилегающие улицы
Улица Аусмас пересекается со следующими улицами:
- Улица Арайшу
- Улица Таливалжа
- Улица Залкшу
- Улица Буртниеку
- Улица Лаймдотас
- Улица Стуриша
- Улица Кегума
- Улица Лиелвардес